# Дољанка
Дољанка је десна притока реке Неретве у северној Херцеговини. Дужина јој је 18 km. Настаје од извора разбијеног типа испод крајњих североисточних падина Вран-планине на надморској висини од 1.324 m. Дољанка се улива у реку Неретву код Јабланице на надморској висини од 300 m. Површина слива Дољанке обухвата подручје између планине Блачине на северу и Чврснице на југу и износи 69 km². Прима мали број притока Бели поток, Трн, Лозник и Цвитан, тако да воду углавном добија од подземних крашких вода.